# Bjälbo kyrka

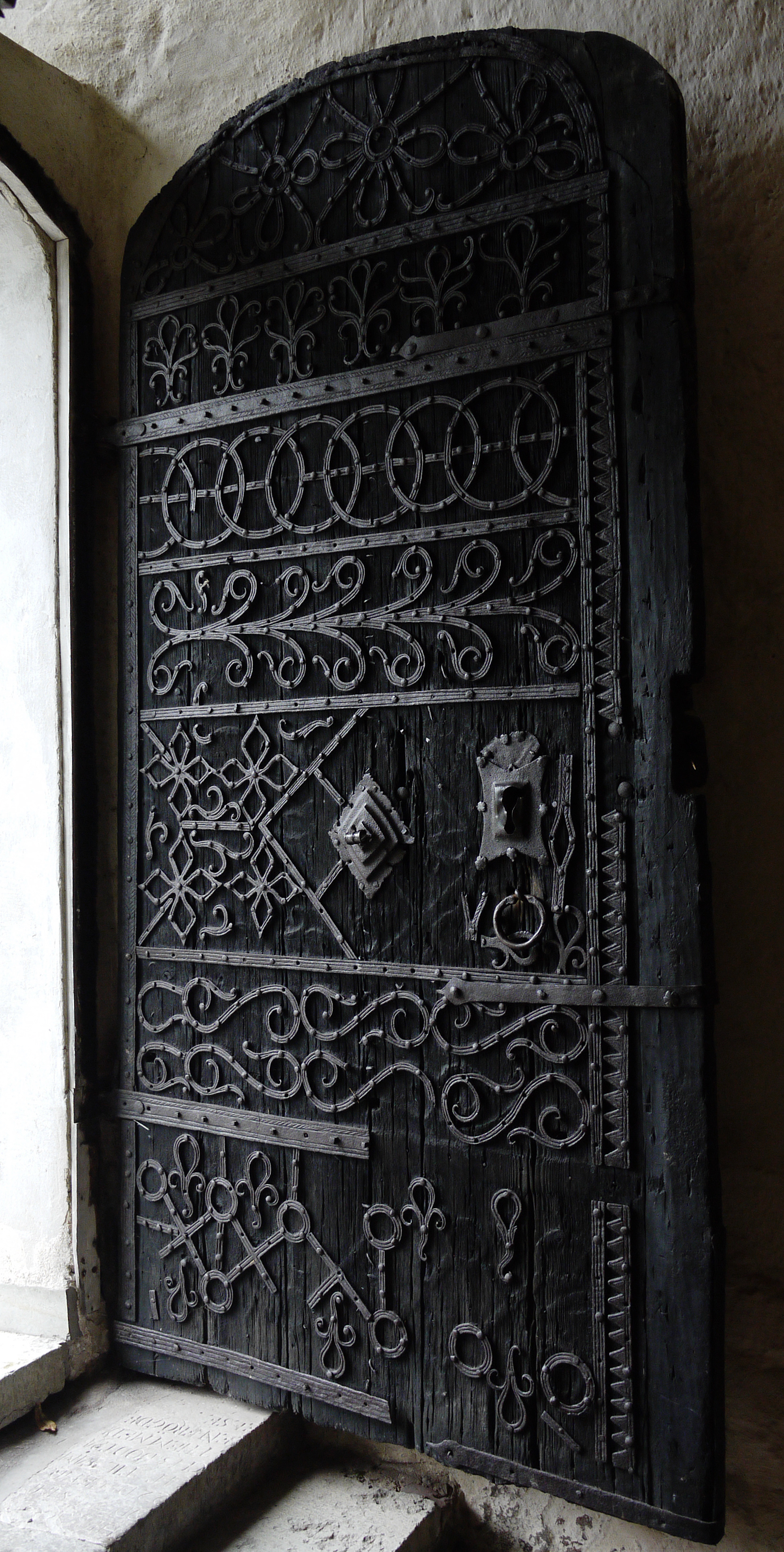
Kyrkdörren i tornet.

Bjälbo kyrka är en kyrkobyggnad i Bjälbo i Linköpings stift. Kyrkan används som församlingskyrka och hör till Skänninge pastorat.

## Kyrkobyggnad
Kyrkans stil utvändigt är både medeltida och gustaviansk, invändigt är den gustaviansk. Kyrkobyggnaden är en enskeppig salkyrka med västtorn. Fasaden är vitputsad stenvägg. Taket är sadeltak över långhus och sakristia och ett valmat sadeltak över koret. Den bruna takbeklädnaden är spån. Innertaket har formen av tunnvalv och över koret ett hjälmvalv. Innerväggarna är putsade. Kyrkan renoverades 1786–88 under ledning av byggmästare C Seurling då bland annat koret uppfördes. 
Kyrkans port som är fint utsmyckad med dekorer av smidesjärn är daterad till 1200-talet.

## Kyrkans historia
Man har hittat rester efter en stavkyrka strax norr om den nuvarande kyrkan. Det är kvarlevor från den ursprungliga kyrkan som på 1100-talet ersattes med den nuvarande stenkyrkan. Indikationer finns på att det kan ha funnits en tidigare föregångare till träkyrkan.
I samband med ledningsgrävningsarbeten den 25 augusti 1954 fann man ett lock till en runristad Eskilstunakista som nu bevaras i det nuvarande kyrktornet. Enligt Sven B.F. Jansson kan den skadade runristningen utläsas: "Torbjörn gjorde denna häll efter Torgeyr".
Bjälbo kyrka är byggd på 1100-talet i Bjälbo, på slätten cirka 5 km väster om Skänninge i Östergötland.
Invid kyrkan står två runstenar, Ög 64 och Ög 66, vilket pekar på platsens betydelse under vikingatiden. Den idag försvunna Ög 65 har också funnits vid kyrkan.

### Det mäktiga tornet
Kyrkan domineras av sitt stora västtorn. Med sina 37,5 meters höjd är tornet bland de högsta i Östergötland. Det är nästan kvadratiskt med tio meters sida och består av fyra våningar. Från början var kyrkan utan torn. Tornet bör ha stått färdigt strax efter år 1220. De dendrokronologiska proverna visar att de träd som använts för tornets byggnad fällts efter 1210 respektive omkring 1215 och ca 1220. Det var sannolikt Magnus Minneskölds änka Ingrid Ylva som lät uppföra det mäktiga tornet. Dendroproverna utesluter Birger Brosa (död 1202), och Ingrid Ylvas make Magnus Minnesköld (död omkring 1210). Sonen Birger var fortfarande underårig vid tiden för tornets uppförande. Ett rum på andra våningen kallas "drottning Ylvas kammare", syftande på Ingrid Ylva.
Tornet hade ursprungligen sex våningar. De undre två våningarna har tjänat som bostad och de övre våningarna som sädesmagasin. Tornet fungerade även som skyddsrum och tillflyktsort i orostider samt sannolikt också som samlingsplats och palats för Bjälboätten. Det extra stora och mäktiga tornet fyllde sannolikt också funktionen att manifestera Bjälboättens maktambitioner.

### Kyrkan vid mitten av 1800-talet

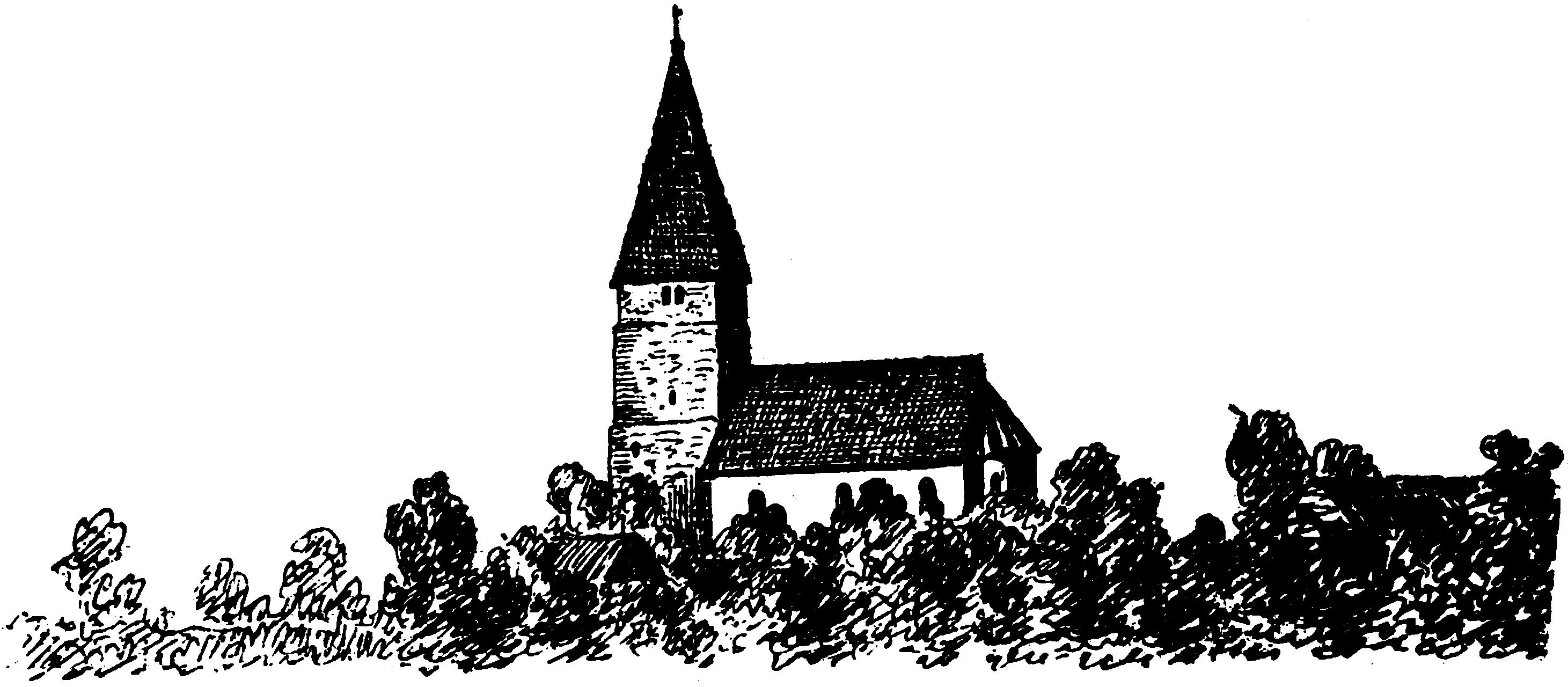
Bjälbo kyrka på en teckning från omkring 1860.

C. G. Brunius ger i sin bok (1849) en god beskrivning av kyrkans utseende vid mitten av 1800-talet:
"Denna kyrka, som bestod av skepp och kor med en sakristia å norra sidan och ett fyrkantigt torn vid västra ändan, blev åren 1786, 1787 och 1788 utvidgad åt öster. Tornet fick lyckligtvis bibehålla sitt urgamla skick, men triumfbågen och koret bortbröts och skeppets sidomurar blev åt öster utdragna och sammanbundna med en halvrund altarvägg. Kyrkan upplyses av rundbågiga fönsteröppningar och en stor ingång införer å den södra sidan och en sakristia ligger å den norra.. Betäckningen utgörs av en lågkupig träbotten. Således har skeppets ursprungliga sidomurar blivit bibehållna. Skeppets västra gavelmur, vilken 4,5 fot tjock, utgör nedre delen av tornets östra sidomur, är alltså likaledes oförstörd. Å dessa omgivningsmurar, som är alldeles släta, märks inga spår efter några socklar. På mitten av berörda gavelmur är kyrkans ursprungliga dörröppning, som efter tornets uppförande blott inleder till detsammas nedersta avdelning. Denna dörröppning har ut- och invändigt vinkelräta anslagsmurar, som är rundbetäckta, och den är åt väster till en tredjedel av murtjockleken 3,5 fot bred, åt öster till två tredjedelar 4,5 således har dithörande dörr, vilken gått inåt, haft breda anslagsfalsar.
Tornet, som är lika brett med skeppet, har utvändigt skråkantih sockel och två likartade indragningar. Sockeln, som är 2 fot hög, slutar vid början av västra gavelmuren, vilken ej haft någon sådan. Indragningarna bilda tre avdelningar, av vilken den nedersta är högre än den mellersta, som åter är högre än den översta. Tornets varje yttersida har en sträckning av 34 fot, och dess höjd ifrån marken till taklisten utgör 68,5. Södra sidomuren, som inrymmer tre trappor över varandra, är till nedersta delen 10,5 fot tjock, men efter varje indragning 6 tum svagare; de övriga sidomurarna är nederst 5,5 fot tjocka, och de kan bli likaledes genom indragningarna tunnare. Tornet innehåller fyra avdelningar över varandra, av vilka de två nedre betäcks med tunnvalv, med de två övre med bjälklager. Man ingår i första avdelningens sydöstra hörn till nedersta trappan, som, föga över 2 fot bred, har rak sträckning till andra avdelningens sydvästra hörn, varest man inkommer genom en liten dörröppning. Likadana trappor uppföra till de två övriga avdelningarna. Första avdelningen har tvenne rum, som sträcka sig från öster till väster och betäcks med tunnvalv på vederlag i motsatt riktning."

## Inventarier

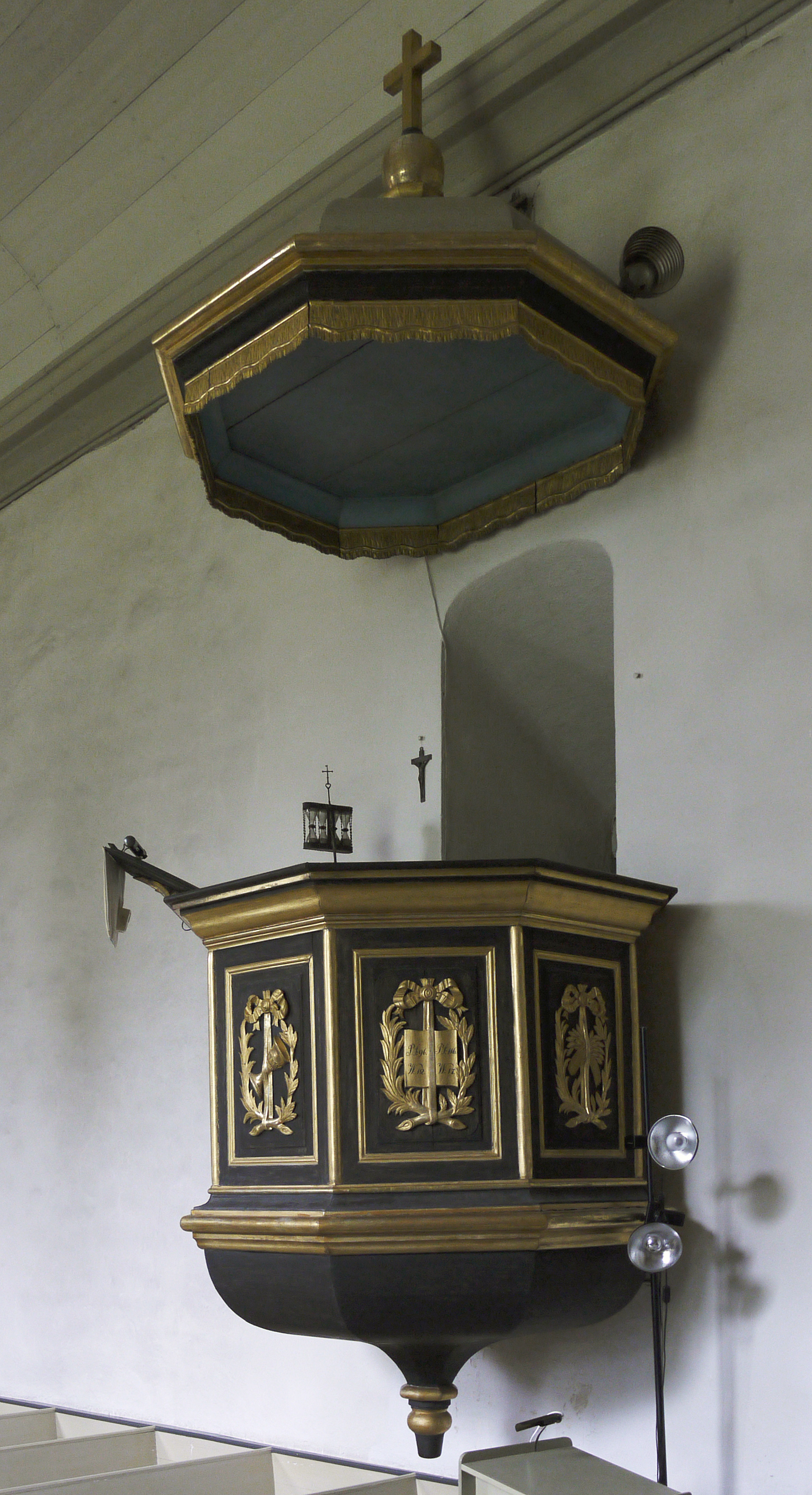
Predikstolen.

- Altartavlan är målad av Pehr Hörberg 1810.
- Bänkinredningen är från 1700-talet.
- Dopfunten dateras till 1658.
- Orgelfasaden är från 1882.
- Predikstolen från perioden 1788–1888.
- Orgelläktaren pryds av bilder av apostlarna, målningarna utfördes 1760 av Sven Gustafsson Stoltz, kyrkomålare i Vadstena.[9]

### Orgel
- År 1759 köptes en orgel in från Horns kyrka och sattes upp 1762 med 8 stämmor.[10] Den nermonterades 1885 då en ny orgel uppfördes.
- År 1885 byggdes en ny orgel med 11 stämmor av Carl Elfström i Ljungby.[11] Den omändrades 1946 av den danska firman Marcussen & Søn och renoverades 1970 av Reinhard Kohlus. Orgeln är mekanisk i manualerna och pneumatisk i pedalerna.

| Manual I        | Manual II     | Pedal      | Koppel |
| Borduna 16’ B/D | Gedackt 8’    | Subbas 16’ | I/P    |
| Princial 8’     | Kvintadena 4’ | Oktava 8’  | II/I   |
| Rörflöjt 8’     | Principal 2’  |            |        |
| Oktava 4’       |               |            |        |
| Kvinta 2 2⁄3’   |               |            |        |
| Gemshorn 2’     |               |            |        |
| Mixtur 3 ch     |               |            |        |

## Organister
- ca.1769–1789 Jonas Hultgren
- 1789–ca.1798 Peter Palmgren
- 1801–1813 Nils Peter Pettersson
- 1813–1875 Samuel Petter Pettersson
- –1888 Anders Gustaf Arnelius
- 1889– Johan Fredrik Petersson

## Övrigt
Till kyrkan hör en församlingsbyggnad med förråd och ekonomibyggnad.

## Galleri

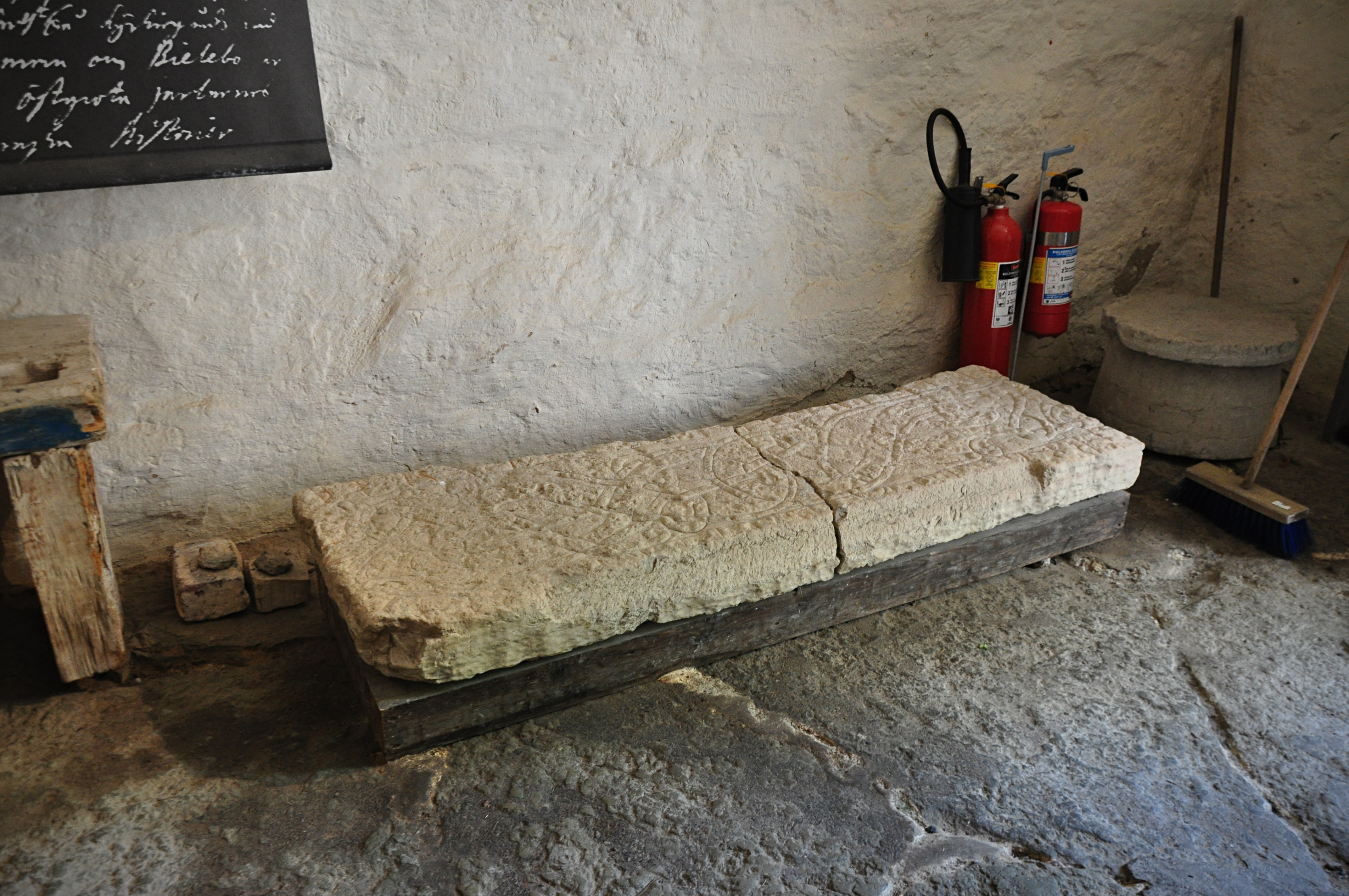
Gravhäll i västra tornet
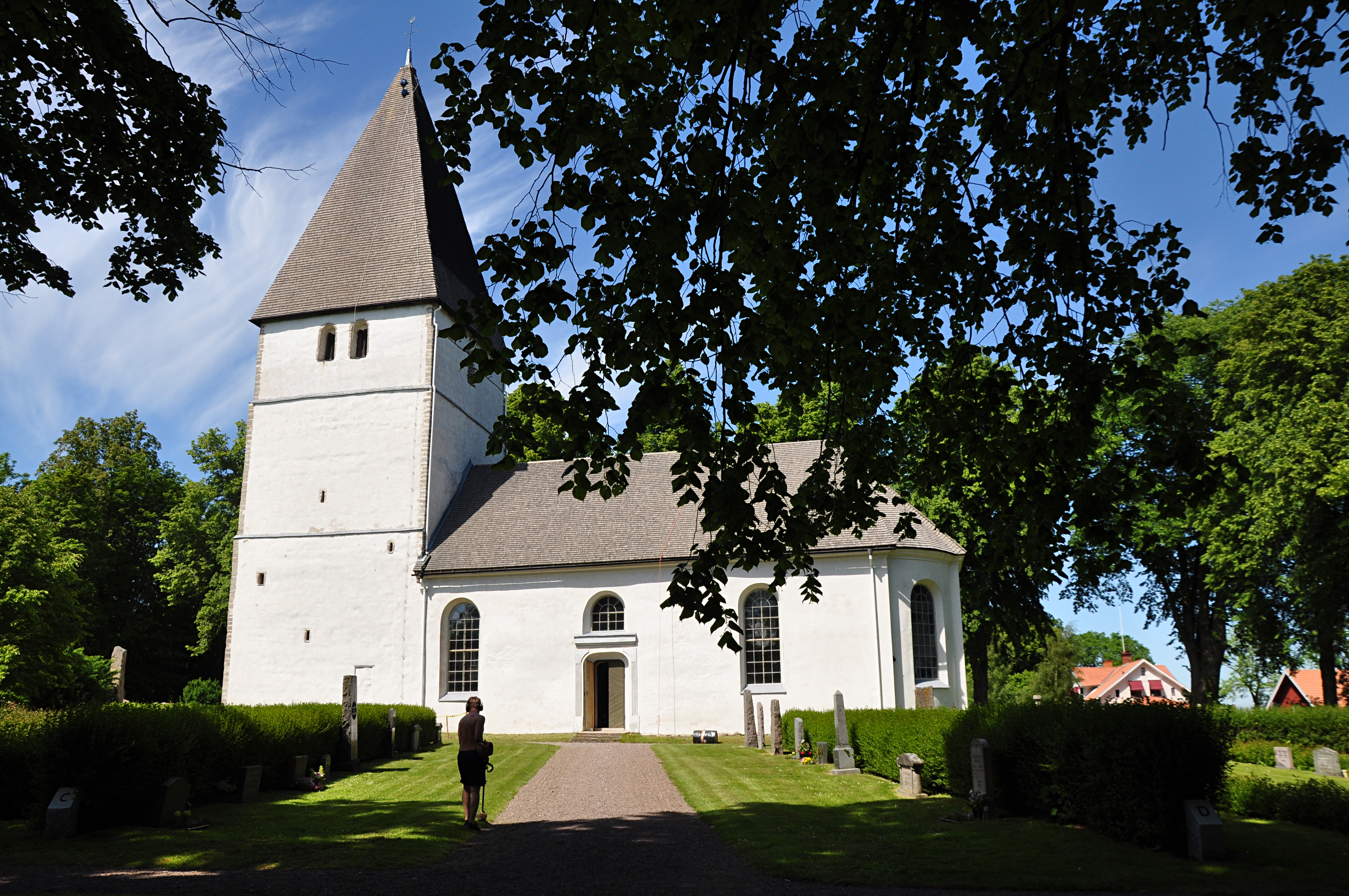
Kyrkans exteriör sedd från söder
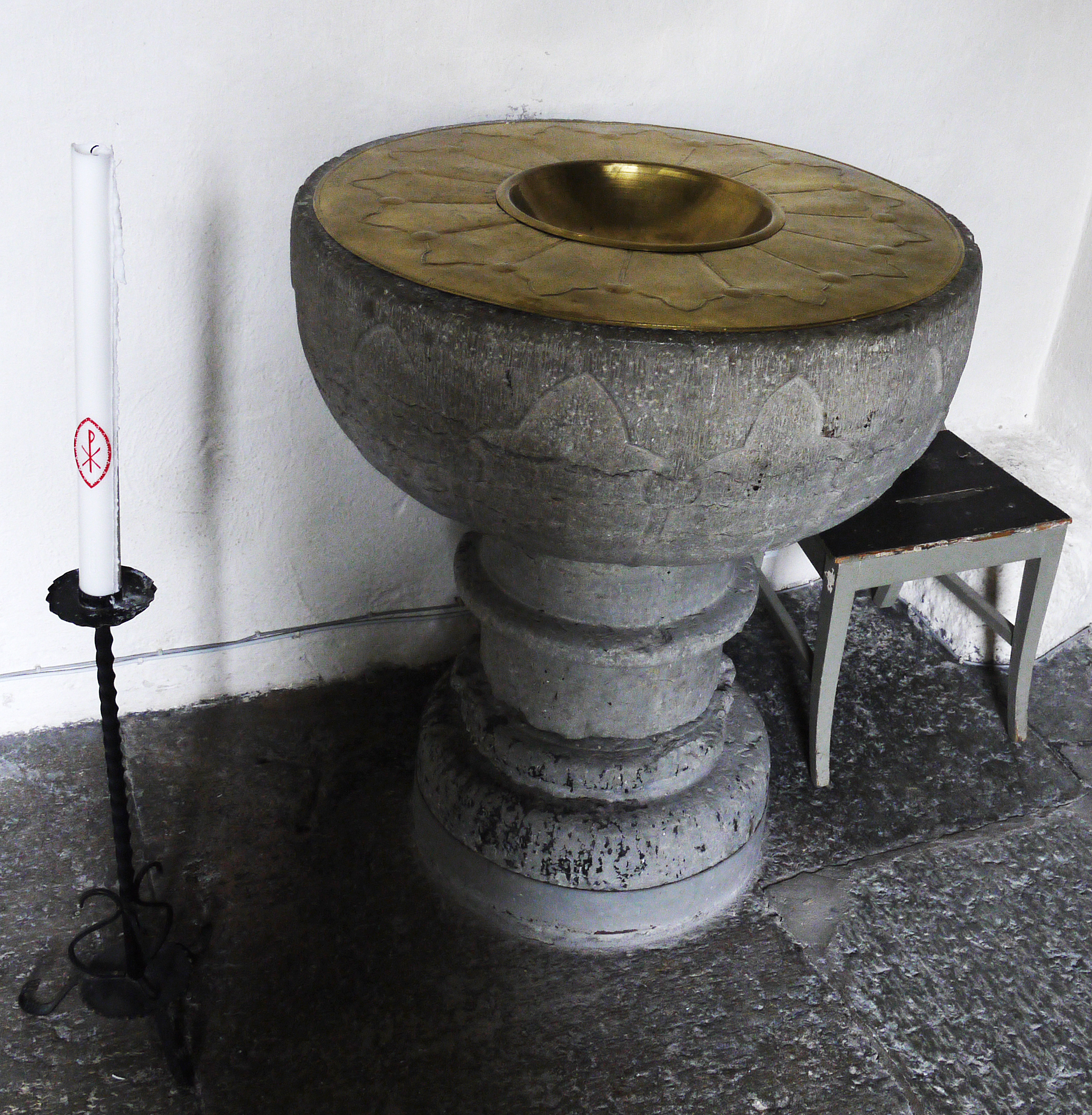
Dopfunt (1658)
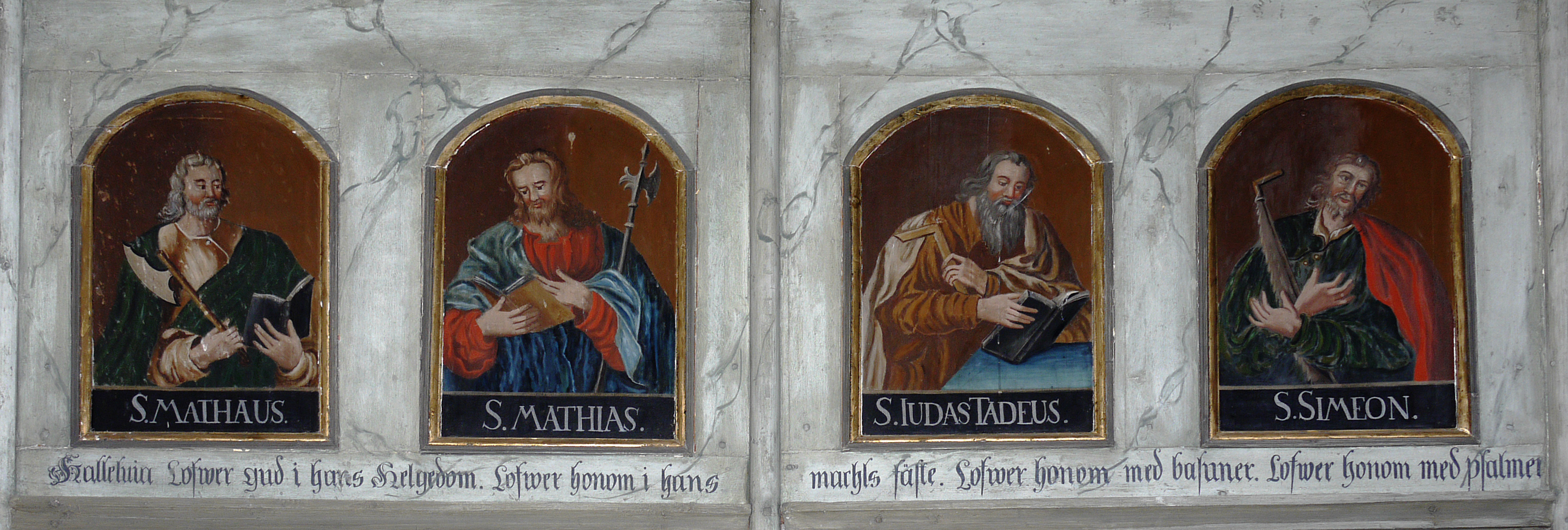
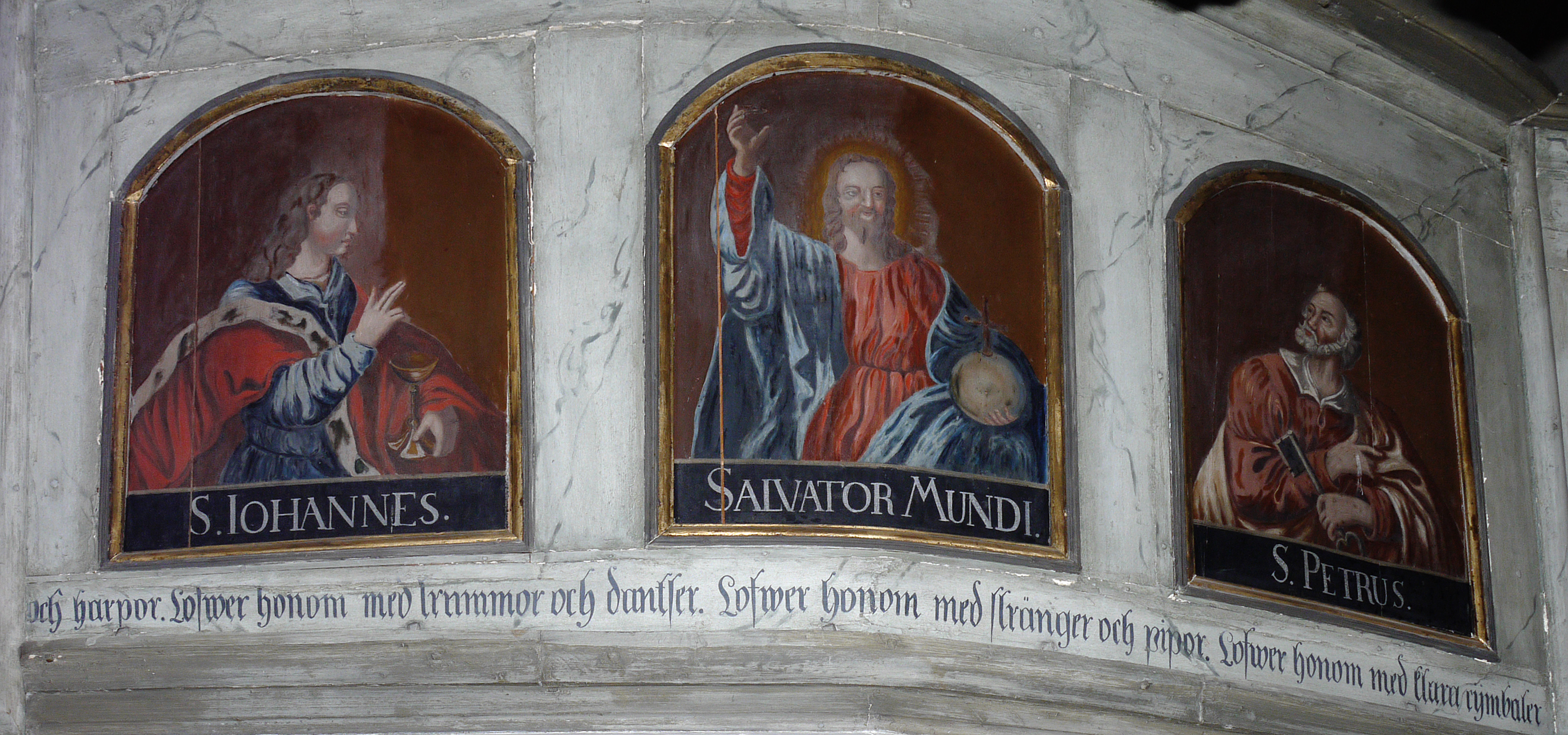
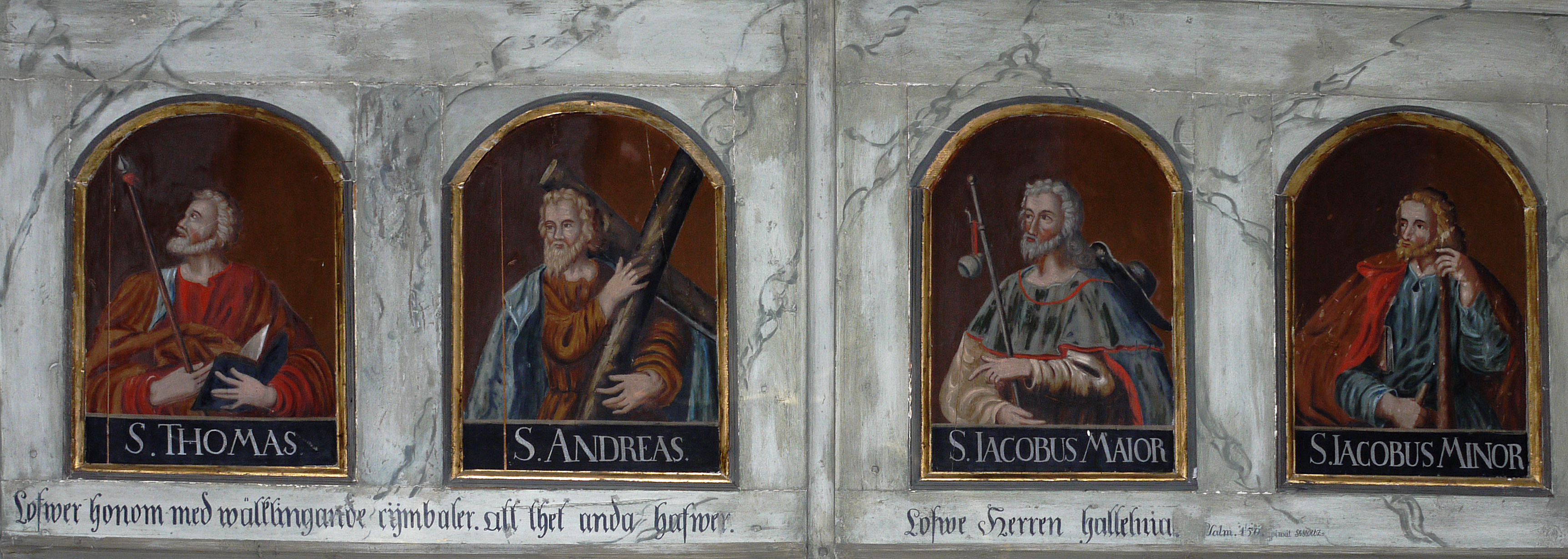

### Fotnoter
1. ↑  Gustin, Ingrid (2006). Bjälbo stavkyrka: Bjälbo Norrkyrkogård. sid. 13-14
2. ↑  Informationsskylt placerad vid kistlocket, på första våningen i nuvarande kyrktorn. (2016)
3. ↑  Martin Hansson (2011) Medeltida borgar. Maktens hus i Norden, Lund: Historiska Media, sid. 158–160.
4. ↑  Ingrid Gustin "Kvinnan, tornet och makten i Bjälbo" i Mats Mogren, Mats Roslund, Barbro Sundnér och Jes Wienberg (redaktörer) Triangulering. Historisk arkeologi vidgar fälten", Lund Studies in Historical Archaelogy 11, Institutionen för arkeologi och antikens historia, Lunds universitet, Lund 2009, ISSN 1653-1183, ISBN 978-91-89578-31-9, sidan 120
5. ↑  Ingrid Gustin "Kvinnan, tornet och makten i Bjälbo" i Mats Mogren, Mats Roslund, Barbro Sundnér och Jes Wienberg (red.) Triangulering. Historisk arkeologi vidgar fälten", sid. 120–125
6. ↑  Ingrid Gustin "Kvinnan, tornet och makten i Bjälbo" i Mats Mogren, Mats Roslund, Barbro Sundnér och Jes Wienberg (red.) Triangulering. Historisk arkeologi vidgar fälten", sid. 114–116
7. ↑  Ingrid Gustin "Kvinnan, tornet och makten i Bjälbo" i Mats Mogren, Mats Roslund, Barbro Sundnér och Jes Wienberg (red.) Triangulering. Historisk arkeologi vidgar fälten", sid. 119
8. ↑  Brunius, 1849
9. ↑  Svenska kyrkor, s 193
10. ↑  Abr. Hülphers, Historisk Afhandling om Musik och Instrument särdeles om Orgwerks Inrättningen i Allmänhet jemte Kort Beskrifning öfwer Orgwerken i Swerige (1773), s. 268.
11. ↑  ”Bjärbo åldriga kyrka har nu fått sig ett nytt orgelwerk om 11 stämmor.”. Hemlandsvännen, notis 2:a kolumn längre ner. 6 augusti 1885. https://tidningar.kb.se/2723821/1885-08-06/edition/160614/part/1/page/3/?newspaper=HEMLANDSV%C3%84NNEN&from=1885-08-06&to=1885-08-06. Läst 10 december 2022.